# Ровное (Гвардейский район)
Ровное — посёлок в Гвардейском городском округе Калининградской области. Входит в состав Знаменского сельского поселения.

## Население
| 2002 | 2010 |
| ---- | ---- |
| 116  | ↘114 |

## История
30 сентября 1947 года Ромау был переименован в поселок Ровное.